# 関ジャニ∞のジャニ勉
『関ジャニ∞のジャニ勉』（かんジャニエイトのジャニべん）は、関西テレビで2007年5月3日から2021年7月1日まで放送されていたトークバラエティ番組。関ジャニ∞の冠番組。

## 概要
- 毎週幅広い分野から著名人をゲストに招き、関ジャニ∞が様々なことを学び成長していくバラエティ番組。

- 1997年7月に関西テレビで始まった『Kanjani Knight』（1997年7月 - 1998年3月、木曜深夜0時20分から0時50分までの番組、現メンバーの横山・渋谷・村上が出演）から『なんじゃに!?関ジャニ』（1998年4月 - 9月）、『週刊V.WEST』（2001年4月 - 2002年9月）、『J3 KANSAI』（2002年10月 - 2003年3月）、『ほんじゃに!』（2003年4月 - 2007年4月）の流れをくみ、当時から番組自体は変わりつつも関ジャニ∞が関西ジャニーズJr.の時代から24年以上にわたる番組となっており、番組の中で関西テレビに残るメンバーの過去映像が流れる場合もある。関ジャニ∞の「∞」、「8」も関西テレビのチャンネルを意味する。

- 後述の通り、吉本興業や松竹芸能所属のお笑い芸人との共演が多い。また在阪局である関西テレビ制作のため、ゲストには関西地方のローカルタレントの出演も多い。また2012年に当時ジャニーズ事務所所属で関ジャニ∞と同期である田中聖（当時KAT-TUN）が出演して以降、同じジャニーズ事務所のタレントや、関ジャニ∞と共演経験があり通常関東で活躍する俳優や女優などもゲストに迎える例が多くなっている。
- 収録は、大阪市内の関西テレビで行われている。関ジャニ∞が忙しく大阪に全員戻れない場合は特別編としてメンバー数人とゲストを招きロケに出たり、番組側がコンサートについていきロケを行うこともある。関西で収録したいというメンバーの意思を出来るだけ尊重している形になる[9]。

- 関西ローカルということもあり台本がなく、司会を行う村上が進行表を持つのみであること、ジャニーズとしてはギリギリのトーク展開が多いこと（例：下ネタ、年収など）が特徴。

- 2008年4月10日放送分より、ゲストに関係の深い著名人からのタレコミの真相を暴いていくという内容になっていた。2010年4月1日放送分より、ゲストの「絶対に譲れないこと」をテーマにトークを繰り広げる内容にリニューアルされた。さらに同日放送分より、不定期に行っていた、ある一つのテーマに沿った5つの商品の値段の順位をゲストと共に予想するコーナーを「エイトがヒント」としてレギュラー化し、番組後半で行っていた。

- 2007年の放送初回から、番組開始から20分近くまで提供クレジットを表示せず、CMに移行しない編成を2014年現在も維持し続けている。また、前番組『ほんじゃに!』でのスポンサーがそのまま引き続き提供していたが、2010年4月1日放送分よりノンスポンサーとなっている。
- 2011年4月7日放送分のエンディングで、2011年4月21日の第198回放送分より、放送時間が1時間に拡大（実質は55分）することがメンバーの村上信五から発表された。他のメンバーには知らされておらずドッキリだった。なお、村上自身も他のメンバーが知らないことを知らなかった。

- 1時間の番組時間延長開始に合わせて番組内で人気であった渋谷すばるの「師匠」キャラが司会をするゲームコーナーが誕生。途中渋谷の勝率が悪くなると、渋谷の独断と偏見により、他のメンバーに師匠を譲ることがある。その際必ずカツラを渡す儀式が行われる。過去には錦戸、大倉、横山が経験しており、2015年4月からは村上が師匠を担当していたが、2016年現在は関ジャニ∞の後輩が進行を務めるコーナーの放送頻度が多くなったため、メンバー自身の進行コーナーは少なくなっている、

- 他にも安田と丸山が二人で進行する、物の値段の高低を当てる「お値段まるごとSHOW TIME」や、村上が司会をするゲームコーナー、『∞といっしょにしたいねん』という、ゲストが自分の趣味などで関ジャニ∞と行いたい企画を持ち込む全員参加のコーナーも継続中。

- 2011年から2014年3月までオープニングはアメコミ風の青を基調とした背景に、メンバーの自己紹介写真だったが、2014年4月からリニューアルし、透明なボードに関ジャニ∞のメンバーがカラーマジックで落書きするものになった。メンバー数と同じ7パターンあり、最初に登場するメンバーが毎回変わる[10]。

- 2015年7月29日放送分より、新たに内容のリニューアルが行われた。ゲストを一人迎えトークを行う点は変わらず、関ジャニ∞からランダムに2人がロケに出るコーナー「2/∞」（エイトぶんの2）が追加されたり(主に番組冒頭)、これまでロケVTRのみの出演だった、関ジャニ∞の事務所の後輩のジャニーズWESTから二人がランダムにスタジオに登場し、「3タックNo.1」の進行を務める点が変更された。ロケVTRは従来は本編とは切り離されていたが、関ジャニ∞やゲストもロケVTRを見ながら進行する形式に変更された。またリニューアルに際し、関西テレビのスタジオで、関ジャニ∞とジャニーズWESTの桐山照史と重岡大毅が会見を行った。番組公式ホームページで会見の模様が掲載されている[11]。

- 2015年7月29日放送分より、「2/∞」に出演したメンバーと「3タックNo.1」「お値段丸ごとSHOW TIME」に出演したメンバーへのインタビューが掲載されるようになった。カンテレ公式Twitterでもその一部が紹介される。過去約1年間限定でバックナンバーが閲覧可能になっている。

- 2016年4月27日放送分にて放送450回、2016年5月より番組開始10年目に突入する事を受け、カンテレの収録スタジオにて会見が行われ、公式ホームページにノーカットでその模様が掲載されている[12]。

- 2017年3月30日放送分にて番組開始10周年記念として雰囲気が大人風にリニューアル。セットはシックになり、衣装はスーツになった。過去のコーナーはかなり消え、残った「2/∞」と新コーナー、「関ジャニ∞の頑固道」がスタート。バラエティー要素よりはトーク番組要素が強くなる。

- 関ジャニ∞全員がメインを務める番組では最も長く継続していた冠番組。

### 番組終了の概要
- 2021年6月23日放送分にて「14年2カ月の歴史にピリオド ジャニ勉次週最終回!」と告知され、2021年7月1日（6月30日深夜）の放送を最後に終了する事が発表された[13]。なお、その日の放送では、番組の最後に、横山が「寂しいよ。14年やってきたし。でも、こっから恩返し」と語り、丸山も「違う形で関ジャニ∞を楽しんでもらえるような独自のものを強固、強い物にして進めたらなと思いますね」とコメントした[14]。終了について、関西テレビは「番組編成についての詳細はお答えしておりません」とコメントした。
- 最終回である同年7月1日の放送では、前週と2週連続のゲストである笑福亭鶴瓶に加え、大倉と親交のある大竹しのぶや、安田と親交のある泉ピン子のほか、番組にも過去に出演したことがあり、関ジャニ∞と深い繋がりのあるヒロミや宮根誠司、ハイヒールのモモコ、ますだおかだの岡田圭右らからVTRでメッセージが届けられた[15]。
- 最終回の収録は同年6月13日に都内で行われた[15]。

### 番組終了後
- 本番組の後枠として、2021年7月期は『恋する水曜日!』、同年10月期は『関テレドラマナイト』と題した、ドラマの再放送枠となった[15]。
- 本番組終了から2022年5月12日（11日深夜）までは前述の通りテレビドラマや単発番組の再放送枠となっていたが、同年5月19日（18日深夜）より、フジテレビ系列で放送が開始された関ジャニ∞の新番組『関ジャニ∞の あとはご自由に』を本番組の放送枠[注 3]で放送[16][17]。これにより、本番組の放送枠で約1年振りに関ジャニ∞の冠番組の放送が再開された[注 4]。

## 恒例
- 2011年頃までは前列上手は特に指定は無かったが、以降は男性ゲスト、芸人（男女共に）は前列上手に横山裕、女性ゲストは渋谷すばるが座る。（例外あり。元男性の場合はまちまち）基本的には横山か渋谷が前列上手。後列は左から丸山・安田・錦戸・渋谷（または横山）・大倉と席順が開始より固定されている。

- ゲストが関西の番組にあまり出演機会のない女優（栗山千明、北川景子など）の場合、大倉が「最終回ですか？」と聞く事が多い。

- 『女子の気持ち知ってんKNOW』のコーナースタート前に丸山隆平が、村上信五に「罰ゲームはあるんですか！？」と聞き、村上が「あります」と答えると丸山が謎の行動をとる。通称丸山劇場。 不正解の罰ゲームは「まずさ無限大スペシャルブレンド茶」体には良いが味は渋かったり苦かったりする。健康体なゲストはまずいと感じないようで「平気」「まずい？」と答えることもある。村上はジョッキで飲まなくてはならない。

- 『女子の気持ち知ってんKNOW』の答え合わせで丸山隆平が何か魚に関することを言い、メンバーで「さかな！さかな！」と両手を合わせながら前に二回突き出す。ゲストは大概困惑するが、乗るゲストが多い。この際にあまり横山裕は乗らない。

- 『お値段丸ごとSHOWTIME』で、安田章大がタイトルコールした後に丸山隆平がクイズに関する音楽に合わせて踊る。初期は安田章大も踊っており下に曲名も出たが、現在は丸山隆平のみが踊る（2016年4月21日放送分では丸山が着ぐるみを着用していたため、安田が代わりに踊っている）。設定金額は丸山隆平が発表する。初期は丸山隆平も本来の金額を知らず、設定金額を設けており、回答者もゲストと関ジャニ∞全員で統一していた。丸山隆平が金額を知ってからつい口を滑らせたり行動で設定金額より上か下かメンバーにわかってしまうようになったため、全員バラバラに上か下か選ぶようになった。罰ゲームは「酸っぱ酸っぱドリンク」。

- 『3タックナンバー1』は師匠扮するメンバー1人と、関ジャニ∞とゲストで、3つの品からナンバー1を一つ当てる。師匠は基本的には食べないルール。引き分けとなるとどうしようもない空気になる「一番あかんパターン」。もともとは渋谷のコーナーだったが、勝率が悪いため、師匠交代という形で渋谷曰く「ちょっと干される。」二代目師匠は錦戸。錦戸は負けたら即渋谷に交代の予定だったが勝率が良く継続。渋谷師匠とカツラは同じ。錦戸師匠は食べたり食べなかったりだが、順番や説明中に喋ると怒るなどルールに厳しい。三代目は大倉。カツラの授与式があったが、カツラが入らなかった。一本結いのカツラ。四代目は横山。カツラはオカッパ頭で金太郎風。締めの言葉を丸山にとられがちだった。五代目は村上。白髪の短髪で「父親そっくり」らしい。やたら強気でVTRを見ずに先に何番か言うが、勝率は高かった。

- 渋谷師匠に戻らないまま番組がリニューアルし、ジャニーズWESTがMCとなったため、関ジャニ∞vsゲストの対決形式となった。ジャニーズWESTの進行に変わってからはジャニーズWESTが正解を発表する。 また丸山が試食中に渋谷に「○○と××って合うの？」と聞かれると、「アウアウ〜！！！」と叫んだり、挽肉を使用した料理が登場した時は「ひき肉、ひき肉、嬉しいな～！」とひき肉ダンスと名付けたダンスを踊ることも恒例。ジャニーズWESTが進行になってからは関ジャニ∞が直系の後輩であるジャニーズWESTに厳しく指導したり、わざと弄っている[注 5]。

- 『∞と一緒にしたいねん！』では、関ジャニ∞の村上以外のメンバーが「∞と一緒に」と言い、ゲストが「したいねん！」と言う。(最近は安田が一人コールの後にゲストがレスポンスする事が多い)ゲストの持ち込み企画。手作り料理・エクササイズ・イントロクイズなど多岐にわたる。イントロクイズでは、メンバー全員で大合唱するのが恒例。IMALUの出演回で行ったダンス企画から不定期に「丸山ダンサーズ」というダンスグループ（丸山、村上、大倉）が結成され、即興ダンスが披露される。

- ジャニーズ事務所からは、当時KAT-TUNの田中聖が出演した事を皮切りに、生田斗真や少年隊の植草克秀がゲスト出演している。

## 出演者
- 関ジャニ∞（横山裕・村上信五・丸山隆平・安田章大・大倉忠義）
- 田昌人（ナレーション）
- 藤本景子（関西テレビアナウンサー）初回からナレーター出演。

### 過去の出演者
- 渋谷すばる（出演当時は関ジャニ∞）
  - 2018年7月9日の関ジャニ∞としての活動終了[注 6]に伴い、同年7月5日放送の第558回が最後の出演となった。
- 錦戸亮（出演当時は関ジャニ∞）
  - 2019年9月5日の脱退に伴い、同年8月29日放送の第615回が最後の出演となった。
- 杉本なつみ（出演当時は関西テレビアナウンサー）
  - 第200回から開始された関西ジャニーズJr.のコーナー「ジュニマガ」で、その放送回に出演するメンバーと共にロケに進行役として参加。進行役としての番組参加は前番組「ほんじゃに!」以来である。（なお、日によっては他の関西テレビアナウンサーがつく場合もあり、Jr.自身が進行をする場合は登場しない。2014年現在は、コーナー出演者の一人が司会を担当しているため登場していない。
- ジャニーズWEST
  - 関西ジャニーズJr時代からメンバー全員がランダムに出演しており、ジャニーズWESTとしてデビュー後は「いただきジャーニー」という番組後半[注 7] でのコーナーを担当。また2014年11月からは、新たに「いただきジャーニー世界めし」を担当するようになった。2015年8月5日放送分からは「3タックNo.1」のロケVTRとスタジオ進行を務める。
  - 2017年4月の番組リニューアル以来出演無し。
- 関西ジャニーズJr.
  - 2014年10月まではジャニーズWESTのメンバーがスケジュールの関係で出演できない時に「いただきジャーニー」を担当。2014年11月より正式に担当に。2015年7月29日放送分のリニューアル初回からは「お値段まるごとSHOW TIME」のロケを担当。
  - 2017年の番組リニューアル以来本編の出演無し[注 8]。

## 放送リスト
- 放送日は関西テレビ基準。
- 所属グループはソロでの初回出演時のみ記述。
- グループ名は出演当時のものを記述。

### 2007年
| 2007年（平成19年） | 2007年（平成19年） | 2007年（平成19年）                                                                                        | 2007年（平成19年） |
| 回                 | 放送日             | ゲスト | 備考               |
| ------------------ | ------------------ | --- | ------------------ |
| 1                  | 5月3日             | ハイヒール                                                                                                |                    |
| 2                  | 5月10日            | 笑福亭笑瓶                                                                                                |                    |
| 3                  | 5月17日            | IKKO |                    |
| 4                  | 5月24日            | 彦摩呂 |                    |
| 5                  | 5月31日            | 薬師寺保栄                                                                                                |                    |
| 6                  | 6月7日             | 円広志 |                    |
| 7                  | 6月14日            | 青田典子                                                                                                  |                    |
| 8                  | 6月21日            | 出川哲朗                                                                                                  |                    |
| 9                  | 6月28日            | 八代英輝                                                                                                  |                    |
| 10                 | 7月5日             | デューク更家                                                                                              |                    |
| 11                 | 7月12日            | 桂ざこば                                                                                                  | [ 注 9 ]           |
| 12                 | 7月19日            | 桂ざこば                                                                                                  | [ 注 10 ]          |
| 13                 | 7月26日            | 石田靖、山田花子                                                                                          | [ 注 9 ]           |
| 14                 | 8月2日             | 石田靖、山田花子                                                                                          | [ 注 10 ]          |
| 15                 | 8月9日             | 高嶋ちさ子                                                                                                |                    |
| 16                 | 8月16日            | 中山雅史                                                                                                  | [ 注 9 ]           |
| 17                 | 8月23日            | 中山雅史                                                                                                  | [ 注 10 ]          |
| 18                 | 8月30日            | 山本浩之                                                                                                  |                    |
| 19                 | 9月6日             | 赤井英和                                                                                                  |                    |
| 20                 | 9月13日            | ピンクの電話                                                                                              |                    |
| 21                 | 9月20日            | 宮崎哲弥                                                                                                  |                    |
| 22                 | 10月4日            | 嶋大輔 |                    |
| 23                 | 10月11日           | 山咲トオル                                                                                                |                    |
| 24                 | 10月18日           | ジャガー横田、木下博勝                                                                                    |                    |
| 25                 | 10月25日           | FUJIWARA                                                                                                  |                    |
| 26                 | 11月1日            | 【沖縄ロケSP】 無し                                                                                       | [ 注 9 ]           |
| 27                 | 11月8日            | 【沖縄ロケSP】 無し                                                                                       | [ 注 10 ]          |
| 28                 | 11月15日           | スピードワゴン                                                                                            |                    |
| 29                 | 11月22日           | 武田修宏                                                                                                  |                    |
| 30                 | 11月29日           | にしおかすみこ                                                                                            |                    |
| SP                 | 12月1日(土)        | 【関ジャニ∞のジャニ勉 ズッコケ男道大賞SP】 やしきたかじん、叶美香、井森美幸、山田花子、村上知子（森三中） | [ 注 11 ]          |
| 31                 | 12月6日            | 原口あきまさ                                                                                              |                    |
| 32                 | 12月13日           | ルー大柴                                                                                                  |                    |
| 33                 | 12月20日           | アンガールズ                                                                                              |                    |
| 34                 | 12月27日           | 上地雄輔                                                                                                  |                    |

### 2008年
| 2008年（平成20年） | 2008年（平成20年） | 2008年（平成20年）       | 2008年（平成20年） |
| 回                 | 放送日             | ゲスト                   | 備考               |
| ------------------ | ------------------ | ------------------------ | ------------------ |
| 35                 | 1月10日            | 金村義明                 |                    |
| 36                 | 1月17日            | クワバタオハラ           |                    |
| 37                 | 1月24日            | パパイヤ鈴木             |                    |
| 38                 | 1月31日            | ますだおかだ             |                    |
| 39                 | 2月7日             | KABA.ちゃん              |                    |
| 40                 | 2月14日            | アンジャッシュ           |                    |
| 41                 | 2月21日            | サンドウィッチマン       |                    |
| 42                 | 2月28日            | TIM                      |                    |
| 43                 | 3月6日             | 板東英二                 |                    |
| 44                 | 3月13日            | 高田純次                 |                    |
| 45                 | 3月20日            | バナナマン               |                    |
| 46                 | 3月27日            | （総集編の放送）         | [ 注 9 ]           |
| 47                 | 4月3日             | （総集編の放送）         | [ 注 10 ]          |
| 48                 | 4月10日            | 假屋崎省吾               | [ 注 12 ]          |
| 49                 | 4月17日            | 羽野晶紀                 |                    |
| 50                 | 4月24日            | ピーター                 |                    |
| 51                 | 5月1日             | 金山一彦、芳本美代子     |                    |
| 52                 | 5月8日             | 芋洗坂係長               |                    |
| 53                 | 5月15日            | 安田大サーカス           |                    |
| 54                 | 5月22日            | 泰葉                     |                    |
| 55                 | 5月29日            | 渡辺徹                   |                    |
| 56                 | 6月5日             | 黒田有（メッセンジャー） |                    |
| 57                 | 6月12日            | 和泉元彌                 |                    |
| 58                 | 6月19日            | 石井正則                 |                    |
| 59                 | 6月26日            | ザ・たっち               |                    |
| 60                 | 7月3日             | マリエ                   |                    |
| 61                 | 7月10日            | 阿藤快                   |                    |
| 62                 | 7月17日            | 熊田曜子、夏川純         |                    |
| 63                 | 7月24日            | はるな愛                 | [ 注 13 ]          |
| 64                 | 7月31日            | 須藤元気                 |                    |
| 65                 | 8月7日             | 円広志                   |                    |
| 66                 | 8月14日            | 稲川淳二                 |                    |
| 67                 | 8月21日            | コロッケ                 |                    |
| 68                 | 8月28日            | 武蔵                     |                    |
| 69                 | 9月4日             | 国生さゆり               |                    |
| 70                 | 9月11日            | クリス松村               |                    |
| 71                 | 9月18日            | 錦野旦                   |                    |
| 72                 | 9月25日            | 松崎しげる               |                    |
| 73                 | 10月9日            | 川合俊一                 |                    |
| 74                 | 10月16日           | TKO                      | [ 注 9 ]           |
| 75                 | 10月23日           | TKO                      | [ 注 10 ]          |
| 76                 | 10月30日           | 桂ざこば、関口まい       |                    |
| 77                 | 11月6日            | 香田晋                   |                    |
| 78                 | 11月13日           | 市川春猿                 |                    |
| 79                 | 11月20日           | ボビー・オロゴン         |                    |
| 80                 | 11月27日           | 山崎樹範                 |                    |
| 81                 | 12月4日            | 小倉隆史                 |                    |
| 82                 | 12月11日           | 加藤晴彦                 |                    |
| 83                 | 12月18日           | ギャル曽根               |                    |
| SP                 | 12月27日(土)       | 上沼恵美子               | [ 注 14 ]          |

### 2009年
| 2009年（平成21年） | 2009年（平成21年） | 2009年（平成21年）                             | 2009年（平成21年） |
| 回                 | 放送日             | ゲスト                                         | 備考               |
| ------------------ | ------------------ | ---------------------------------------------- | ------------------ |
| 84                 | 1月8日             | 椿姫彩菜                                       |                    |
| 85                 | 1月15日            | 的場浩司                                       |                    |
| 86                 | 1月22日            | ピーコ                                         |                    |
| 87                 | 1月29日            | プリンセス天功                                 |                    |
| 88                 | 2月5日             | 森口博子                                       |                    |
| 89                 | 2月12日            | クールポコ                                     |                    |
| 90                 | 2月19日            | 松本伊代                                       |                    |
| 91                 | 2月26日            | なるみ                                         |                    |
| 92                 | 3月5日             | 六平直政                                       |                    |
| 93                 | 3月12日            | オードリー                                     |                    |
| 94                 | 3月19日            | 山本太郎                                       |                    |
| 95                 | 3月26日            | （総集編の放送）                               |                    |
| 96                 | 4月2日             | 黒田有、月亭八光                               |                    |
| 97                 | 4月9日             | 有吉弘行                                       |                    |
| 98                 | 4月16日            | 勝村政信                                       |                    |
| 99                 | 4月23日            | 秋山成勲                                       |                    |
| 100                | 4月30日            | 中村七之助                                     |                    |
| 101                | 5月7日             | 内山信二                                       |                    |
| 102                | 5月14日            | バッファロー吾郎                               |                    |
| 103                | 5月21日            | 滝沢沙織                                       |                    |
| 104                | 5月28日            | アントキの猪木                                 |                    |
| 105                | 6月4日             | 榊原郁恵                                       |                    |
| 106                | 6月11日            | 茂木健一郎                                     |                    |
| 107                | 6月18日            | 上島竜兵（ダチョウ倶楽部）                     |                    |
| 108                | 6月25日            | 未知やすえ、小籔千豊                           |                    |
| 109                | 7月2日             | 高田延彦                                       |                    |
| 110                | 7月9日             | 高橋ジョージ                                   |                    |
| 111                | 7月16日            | 北陽                                           |                    |
| 112                | 7月23日            | 清水ミチコ                                     |                    |
| 113                | 7月30日            | あいはら雅一（メッセンジャー）、世界のナベアツ | [ 注 9 ]           |
| 114                | 8月6日             | あいはら雅一（メッセンジャー）、世界のナベアツ | [ 注 10 ]          |
| 115                | 8月13日            | ほっしゃん。                                   |                    |
| 116                | 8月20日            | 【北海道ロケSP】 北陽                          | [ 注 9 ]           |
| 117                | 8月27日            | 【北海道ロケSP】 北陽                          | [ 注 10 ]          |
| 118                | 9月3日             | 濱田マリ                                       |                    |
| 119                | 9月10日            | ナイツ                                         |                    |
| 120                | 9月17日            | ヘリョン                                       |                    |
| 121                | 9月24日            | アジアン                                       |                    |
| 122                | 10月1日            | 安達祐実                                       |                    |
| 123                | 10月8日            | 西岡徳馬                                       |                    |
| 124                | 10月15日           | 山里亮太（南海キャンディーズ）                 |                    |
| 125                | 10月22日           | SHEILA                                         |                    |
| 126                | 10月29日           | 南野陽子                                       |                    |
| 127                | 11月5日            | 小島よしお                                     |                    |
| 128                | 11月12日           | 野村義男                                       |                    |
| 129                | 11月19日           | 【北海道ロケSP】 無し                          |                    |
| 130                | 11月26日           | 藤本美貴                                       |                    |
| 131                | 12月3日            | 浜田ブリトニー                                 |                    |
| 132                | 12月10日           | モンスターエンジン                             |                    |
| 133                | 12月17日           | シャンプーハット                               |                    |
| 134                | 12月24日           | 西村和彦                                       |                    |

### 2010年
| 2010年（平成22年） | 2010年（平成22年） | 2010年（平成22年）                           | 2010年（平成22年） |
| 回                 | 放送日             | ゲスト                                       | 備考               |
| ------------------ | ------------------ | -------------------------------------------- | ------------------ |
| 135                | 1月7日             | 宮根誠司                                     |                    |
| 136                | 1月14日            | トータルテンボス                             |                    |
| 137                | 1月21日            | デンジャラス                                 |                    |
| 138                | 1月28日            | 西川史子                                     |                    |
| 139                | 2月4日             | 千鳥                                         |                    |
| 140                | 2月11日            | 板東英二                                     |                    |
| 141                | 2月18日            | 東幹久                                       |                    |
| 142                | 2月25日            | 小森純                                       |                    |
| 143                | 3月4日             | ガレッジセール                               |                    |
| 144                | 3月11日            | モト冬樹                                     |                    |
| 145                | 3月18日            | COWCOW                                       |                    |
| 146                | 3月25日            | 西村知美                                     |                    |
| 147                | 4月1日             | たむらけんじ                                 | [ 注 12 ]          |
| 148                | 4月8日             | あべこうじ                                   |                    |
| 149                | 4月15日            | 横山めぐみ                                   |                    |
| 150                | 4月22日            | 円広志                                       |                    |
| 151                | 4月29日            | SHIHO                                        |                    |
| 152                | 5月6日             | 笑い飯                                       |                    |
| 153                | 5月13日            | ヨンア                                       |                    |
| 154                | 5月20日            | 田中要次                                     |                    |
| 155                | 5月27日            | FUJIWARA                                     |                    |
| 156                | 6月3日             | パンクブーブー                               |                    |
| 157                | 6月10日            | 菊川怜                                       |                    |
| 158                | 6月17日            | （総集編の放送）                             |                    |
| 159                | 6月24日            | 博多華丸大吉                                 |                    |
| 160                | 7月1日             | IKKO                                         |                    |
| 161                | 7月8日             | 岡田圭右（ますだおかだ）                     |                    |
| 162                | 7月15日            | 松本明子                                     |                    |
| 163                | 7月22日            | 【青森ロケSP】 新山千春                      | [ 注 15 ]          |
| 164                | 7月29日            | 出川哲朗                                     |                    |
| 165                | 8月5日             | 夏木マリ                                     |                    |
| 166                | 8月12日            | ピーター                                     |                    |
| 167                | 8月19日            | 北陽                                         |                    |
| 168                | 8月26日            | 安田美沙子                                   |                    |
| 169                | 9月2日             | 桜庭和志                                     |                    |
| 170                | 9月9日             | 芦名星                                       |                    |
| 171                | 9月16日            | 元木大介                                     |                    |
| 172                | 9月23日            | 濱田マリ                                     |                    |
| 173                | 9月30日            | 麒麟                                         |                    |
| 174                | 10月7日            | 響                                           |                    |
| 175                | 10月14日           | 渡部陽一                                     |                    |
| 176                | 10月28日           | 森理世                                       |                    |
| 177                | 11月4日            | ミッツ・マングローブ、ナジャ・グランディーバ |                    |
| 178                | 11月11日           | 世界のナベアツ、レイザーラモンRG             |                    |
| 179                | 11月18日           | 中村ゆり                                     |                    |
| 180                | 11月25日           | トリンドル玲奈                               |                    |
| 181                | 12月2日            | 【宮崎ロケSP】 神戸蘭子                      | [ 注 16 ]          |
| 182                | 12月9日            | 石塚英彦                                     |                    |
| 183                | 12月16日           | アンミカ                                     |                    |
| 184                | 12月23日           | 宮坂絵美里                                   |                    |
| 185                | 12月30日           | （総集編の放送）                             |                    |

### 2011年
| 2011年（平成23年） | 2011年（平成23年） | 2011年（平成23年）                                                 | 2011年（平成23年） |
| 回                 | 放送日             | ゲスト                                                             | 備考               |
| ------------------ | ------------------ | ------------------------------------------------------------------ | ------------------ |
| 186                | 1月13日            | 道端カレン、道端アンジェリカ                                       |                    |
| 187                | 1月20日            | TKO、おねだり豊、村瀬みちゃこ、特殊免許                            |                    |
| 188                | 1月27日            | 石田純一                                                           |                    |
| 189                | 2月3日             | U字工事                                                            |                    |
| 190                | 2月10日            | 吉川ひなの                                                         |                    |
| 191                | 2月17日            | 【秋田ロケSP】 加藤夏希                                            | [ 注 17 ]          |
| 192                | 2月24日            | LIZA                                                               |                    |
| 193                | 3月3日             | 【長野ロケSP】 滝沢沙織                                            | [ 注 18 ]          |
| 194                | 3月10日            | 【静岡ロケSP】 トータルテンボス                                    | [ 注 19 ]          |
| 195                | 3月24日            | 【静岡ロケSP】 鈴木砂羽                                            | [ 注 19 ]          |
| 196                | 3月31日            | ヨンア                                                             |                    |
| 197                | 4月7日             | （総集編の放送）                                                   |                    |
| 198                | 4月21日            | FUJIWARA                                                           | [ 注 20 ]          |
| 199                | 4月28日            | 大友康平                                                           |                    |
| 200                | 5月5日             | ベッキー                                                           |                    |
| 201                | 5月12日            | 中村勘太郎                                                         |                    |
| 202                | 5月19日            | チュートリアル                                                     |                    |
| 203                | 5月26日            | ほしのあき                                                         |                    |
| 204                | 6月2日             | 柳沢慎吾                                                           |                    |
| 205                | 6月9日             | 笹野高史                                                           |                    |
| 206                | 6月16日            | 我が家、てつじ（シャンプーハット）                                 |                    |
| 207                | 6月23日            | はいだしょうこ                                                     |                    |
| 208                | 6月30日            | 南明奈                                                             |                    |
| 209                | 7月7日             | 杉本彩                                                             |                    |
| 210                | 7月14日            | 平山あや                                                           |                    |
| 211                | 7月21日            | 益若つばさ                                                         |                    |
| 212                | 7月28日            | クワバタオハラ                                                     |                    |
| 213                | 8月4日             | キングコング                                                       |                    |
| 214                | 8月11日            | 【∞のゆずれない夏休みSP】 兵動大樹、円広志、月亭八光、千鳥、笑い飯 | [ 注 21 ]          |
| 215                | 8月18日            | 羽鳥慎一                                                           |                    |
| 216                | 8月25日            | 風間トオル                                                         |                    |
| 217                | 9月1日             | 西川史子                                                           |                    |
| 218                | 9月8日             | たむらけんじ                                                       |                    |
| 219                | 9月15日            | 森崎友紀                                                           |                    |
| 220                | 9月22日            | 東尾理子                                                           |                    |
| 221                | 9月29日            | 楽しんご                                                           |                    |
| 222                | 10月6日            | サンドウィッチマン                                                 |                    |
| 223                | 10月13日           | 平愛梨                                                             |                    |
| 224                | 10月20日           | ロザン                                                             |                    |
| 225                | 10月27日           | RIKACO                                                             |                    |
| 226                | 11月3日            | 中川家                                                             |                    |
| 227                | 11月10日           | 菜々緒                                                             |                    |
| 228                | 11月17日           | 星野真里                                                           |                    |
| 229                | 11月24日           | オリエンタルラジオ                                                 |                    |
| 230                | 12月1日            | 田山涼成                                                           |                    |
| 231                | 12月8日            | ケンドーコバヤシ                                                   |                    |
| 232                | 12月15日           | NON STYLE                                                          |                    |
| 233                | 12月22日           | 岡本玲                                                             |                    |
| 234                | 12月29日           | 荒牧陽子、からくりどーる、AMEMIYA                                  |                    |

### 2012年
| 2012年（平成24年） | 2012年（平成24年） | 2012年（平成24年）                          | 2012年（平成24年）  |
| 回                 | 放送日             | ゲスト                                      | 備考                |
| ------------------ | ------------------ | ------------------------------------------- | ------------------- |
| 235                | 1月12日            | 里田まい                                    |                     |
| 236                | 1月19日            | 千秋                                        | [ 注 22 ]           |
| 237                | 1月26日            | インパルス                                  |                     |
| 238                | 2月2日             | 羽野晶紀                                    |                     |
| 239                | 2月9日             | 田中聖（KAT-TUN）                           |                     |
| 240                | 2月16日            | はんにゃ                                    |                     |
| 241                | 2月23日            | 小森純                                      |                     |
| 242                | 3月1日             | ハライチ                                    |                     |
| 243                | 3月8日             | 【沖縄ロケSP】 品川庄司、椿鬼奴             | [ 注 9 ] [ 注 19 ]  |
| 244                | 3月15日            | 【沖縄ロケSP】 千原せいじ（千原兄弟）       | [ 注 10 ] [ 注 19 ] |
| 245                | 3月22日            | コロッケ                                    |                     |
| 246                | 3月29日            | 大島麻衣                                    |                     |
| 247                | 4月5日             | アンガールズ                                |                     |
| 248                | 4月12日            | 里海                                        |                     |
| 249                | 4月19日            | 春香クリスティーン                          |                     |
| 250                | 4月26日            | 前田典子                                    | [ 注 23 ]           |
| 251                | 5月3日             | 原幹恵                                      |                     |
| 252                | 5月10日            | 銀シャリ                                    |                     |
| 253                | 5月17日            | フルーツポンチ                              |                     |
| 254                | 5月24日            | 前田愛                                      |                     |
| 255                | 5月31日            | 福田彩乃                                    |                     |
| 256                | 6月7日             | スリムクラブ                                |                     |
| 257                | 6月14日            | 友近                                        |                     |
| 258                | 6月21日            | 具志堅用高                                  |                     |
| 259                | 6月28日            | 舞川あいく                                  |                     |
| 260                | 7月5日             | 吉木りさ                                    |                     |
| 261                | 7月12日            | 鈴木奈々                                    |                     |
| 262                | 7月19日            | ヨンア                                      |                     |
| 263                | 7月26日            | 川越達也                                    |                     |
| 264                | 8月2日             | IMALU                                       |                     |
| 265                | 8月9日             | LiLiCo                                      |                     |
| 266                | 8月16日            | 小籔千豊                                    |                     |
| 267                | 8月23日            | 西川史子                                    |                     |
| 268                | 8月30日            | マイケル富岡                                |                     |
| 269                | 9月6日             | ロバート                                    |                     |
| 270                | 9月13日            | はるな愛                                    |                     |
| 271                | 9月20日            | シャンプーハット                            |                     |
| 272                | 9月27日            | 小泉里子                                    |                     |
| 273                | 10月4日            | 木本武宏（TKO）、団長安田（安田大サーカス） | [ 注 24 ]           |
| 274                | 10月11日           | 河北麻友子                                  |                     |
| 275                | 10月18日           | 菊地亜美                                    | [ 注 25 ]           |
| 276                | 10月25日           | 村川絵梨                                    |                     |
| 277                | 11月1日            | 道端アンジェリカ                            |                     |
| 278                | 11月8日            | 田畑智子                                    |                     |
| 279                | 11月15日           | 市川由衣                                    |                     |
| 280                | 11月22日           | 海原やすよ・ともこ                          |                     |
| 281                | 11月29日           | アジアン                                    |                     |
| 282                | 12月6日            | 山田親太朗                                  |                     |
| 283                | 12月13日           | 藤井隆                                      |                     |
| 284                | 12月20日           | 冨永愛                                      |                     |
| 285                | 12月27日           | 【北海道ロケSP】 無し                       | [ 注 26 ]           |

### 2013年
| 2013年（平成25年） | 2013年（平成25年） | 2013年（平成25年）                    | 2013年（平成25年） |
| 回                 | 放送日             | ゲスト                                | 備考               |
| ------------------ | ------------------ | ------------------------------------- | ------------------ |
| 286                | 1月10日            | 中村アン                              |                    |
| 287                | 1月17日            | ヨンア                                |                    |
| 288                | 1月24日            | なだぎ武                              |                    |
| 289                | 1月31日            | たむらけんじ                          |                    |
| 290                | 2月7日             | ホラン千秋                            |                    |
| 291                | 2月14日            | 生田斗真                              |                    |
| 292                | 2月21日            | 森理世                                |                    |
| 293                | 2月28日            | 吉田沙保里                            |                    |
| 294                | 3月7日             | マギー                                |                    |
| 295                | 3月14日            | （総集編の放送）                      |                    |
| 296                | 3月21日            | すみれ                                |                    |
| 297                | 3月28日            | バイきんぐ                            |                    |
| 298                | 4月4日             | 丸山桂里奈                            |                    |
| 299                | 4月11日            | スピードワゴン                        |                    |
| 300                | 4月18日            | 南明奈                                | [ 注 27 ]          |
| 301                | 4月25日            | ラブリ                                |                    |
| 302                | 5月2日             | 平愛梨                                |                    |
| 303                | 5月9日             | 中尾明慶                              |                    |
| SP                 | 5月11日(土)        | 【祝!300回SP】 船越英一郎、上沼恵美子 | [ 注 28 ]          |
| 304                | 5月16日            | クワバタオハラ                        |                    |
| 305                | 5月23日            | 高橋メアリージュン                    |                    |
| 306                | 5月30日            | 小島瑠璃子                            |                    |
| 307                | 6月6日             | 川口春奈                              |                    |
| 308                | 6月13日            | ハマカーン                            |                    |
| 309                | 6月20日            | 桐谷美玲                              |                    |
| 310                | 6月27日            | 島崎和歌子                            |                    |
| 311                | 7月4日             | ダレノガレ明美                        |                    |
| 312                | 7月11日            | ドランクドラゴン                      |                    |
| 313                | 7月18日            | 相川七瀬                              |                    |
| 314                | 7月25日            | 西川史子                              |                    |
| 315                | 8月1日             | 加藤貴子                              |                    |
| 316                | 8月8日             | 安めぐみ                              |                    |
| 317                | 8月15日            | 水沢アリー                            |                    |
| 318                | 8月22日            | 鈴木亮平                              |                    |
| 319                | 8月29日            | 植草克秀（少年隊）                    |                    |
| 320                | 9月5日             | 要潤                                  |                    |
| 321                | 9月12日            | えなりかずき                          |                    |
| 322                | 9月19日            | 原口あきまさ、ホリ                    |                    |
| 323                | 9月26日            | 佐藤仁美                              |                    |
| 324                | 10月3日            | 平田薫                                |                    |
| 325                | 10月10日           | アンガールズ                          |                    |
| 326                | 10月17日           | 山本耕史                              |                    |
| 327                | 10月24日           | 浅利陽介                              |                    |
| 328                | 10月31日           | 美山加恋                              |                    |
| 329                | 11月7日            | 東貴博                                |                    |
| 330                | 11月14日           | 高畑充希                              |                    |
| 331                | 11月21日           | 亀田興毅                              |                    |
| 332                | 11月28日           | 釈由美子                              |                    |
| 333                | 12月5日            | 宮﨑香蓮                              |                    |
| 334                | 12月12日           | 波岡一喜                              |                    |
| 335                | 12月19日           | 鈴木ちなみ                            |                    |
| 336                | 12月26日           | 吉本実憂                              |                    |

### 2014年
| 2014年（平成26年） | 2014年（平成26年） | 2014年（平成26年）   | 2014年（平成26年） |
| 回                 | 放送日             | ゲスト               | 備考               |
| ------------------ | ------------------ | -------------------- | ------------------ |
| 337                | 1月9日             | 道端アンジェリカ     |                    |
| 338                | 1月16日            | 絵美里               |                    |
| 339                | 1月23日            | 笛木優子             |                    |
| 340                | 1月30日            | 北川景子             |                    |
| 341                | 2月6日             | モロ師岡             |                    |
| 342                | 2月13日            | 遼河はるひ           |                    |
| 343                | 2月20日            | シシド・カフカ       |                    |
| 344                | 2月27日            | 井岡一翔             |                    |
| 345                | 3月6日             | はるな愛             | [ 注 29 ]          |
| 346                | 3月20日            | 島谷ひとみ           |                    |
| 347                | 3月27日            | 栗山千明             |                    |
| 348                | 4月3日             | TKO                  |                    |
| 349                | 4月10日            | （総集編の放送）     |                    |
| 350                | 4月17日            | 友利新               |                    |
| 351                | 4月24日            | やまもとまさみ       |                    |
| 352                | 5月1日             | 今井華               |                    |
| 353                | 5月8日             | 高橋真麻             |                    |
| 354                | 5月15日            | 田中美保             |                    |
| 355                | 5月22日            | かもめんたる         |                    |
| 356                | 5月29日            | 南明奈               |                    |
| 357                | 6月5日             | 保田圭               |                    |
| 358                | 6月12日            | 篠原ともえ           |                    |
| 359                | 6月19日            | ニッチェ             |                    |
| 360                | 6月26日            | 真琴つばさ           |                    |
| 361                | 7月3日             | 松本伊代、早見優     |                    |
| 362                | 7月10日            | IMALU                |                    |
| 363                | 7月17日            | 潮田玲子             |                    |
| 364                | 7月24日            | ロッチ               |                    |
| 365                | 7月31日            | 押切もえ             |                    |
| 366                | 8月7日             | 渡瀬マキ（LINDBERG） |                    |
| 367                | 8月14日            | 福田彩乃             |                    |
| 368                | 8月21日            | 石原良純             |                    |
| 369                | 9月4日             | 織田信成             |                    |
| 370                | 9月11日            | 浅尾美和             |                    |
| 371                | 9月18日            | やくみつる           |                    |
| 372                | 9月25日            | みかん、やしろ優     |                    |
| 373                | 10月2日            | 片岡愛之助           |                    |
| 374                | 10月9日            | ダイアモンド☆ユカイ  |                    |
| 375                | 10月16日           | 坂上忍               |                    |
| 376                | 10月23日           | 的場浩司             |                    |
| 377                | 10月30日           | 鈴木明子、武田梨奈   |                    |
| 378                | 11月6日            | 一青窈               |                    |
| 379                | 11月13日           | 宅間孝行             |                    |
| 380                | 11月20日           | 羽野晶紀             |                    |
| 381                | 11月27日           | ますだおかだ         |                    |
| 382                | 12月4日            | 南野陽子             |                    |
| 383                | 12月11日           | 岡本玲               |                    |
| 384                | 12月18日           | 浅田舞               |                    |

### 2015年
| 2015年（平成27年） | 2015年（平成27年） | 2015年（平成27年）                       | 2015年（平成27年）             | 2015年（平成27年） |
| 回                 | 放送日             | ゲスト                                   | 2/∞                            | 備考               |
| ------------------ | ------------------ | ---------------------------------------- | ------------------------------ | ------------------ |
| 385                | 1月8日             | 神保悟志                                 | （※スタート前）                |                    |
| 386                | 1月15日            | 波瑠                                     | （※スタート前）                |                    |
| 387                | 1月22日            | 小島藤子                                 | （※スタート前）                |                    |
| 388                | 1月29日            | 宮川一朗太                               | （※スタート前）                |                    |
| 389                | 2月5日             | 山村紅葉                                 | （※スタート前）                |                    |
| 390                | 2月12日            | 紫吹淳                                   | （※スタート前）                |                    |
| 391                | 2月19日            | 中村静香                                 | （※スタート前）                |                    |
| 392                | 2月26日            | KiLa                                     | （※スタート前）                |                    |
| 393                | 3月5日             | 森カンナ                                 | （※スタート前）                | [ 注 30 ]          |
| 394                | 3月12日            | IVAN                                     | （※スタート前）                |                    |
| 395                | 3月19日            | 眞鍋かをり                               | （※スタート前）                |                    |
| 396                | 3月26日            | 蛯名健一                                 | （※スタート前）                |                    |
| 397                | 4月2日             | 天童よしみ                               | （※スタート前）                |                    |
| 398                | 4月9日             | ホラン千秋                               | （※スタート前）                |                    |
| 399                | 4月16日            | じゅんいちダビッドソン                   | （※スタート前）                |                    |
| 400                | 4月23日            | 【400回記念 ノープラン旅 箱根ロケ】 無し | （※スタート前）                | [ 注 9 ]           |
| 401                | 4月30日            | 【400回記念 ノープラン旅 箱根ロケ】 無し | （※スタート前）                | [ 注 10 ]          |
| 402                | 5月7日             | どぶろっく                               | （※スタート前）                |                    |
| 403                | 5月14日            | 勝村政信                                 | （※スタート前）                |                    |
| 404                | 5月21日            | 小林麻耶                                 | （※スタート前）                |                    |
| 405                | 5月28日            | 篠原信一                                 | （※スタート前）                |                    |
| 406                | 6月4日             | 志田未来                                 | （※スタート前）                |                    |
| 407                | 6月11日            | 田中要次                                 | （※スタート前）                |                    |
| 408                | 6月18日            | 筧美和子                                 | （※スタート前）                |                    |
| 409                | 6月25日            | （総集編の放送）                         | （※スタート前）                |                    |
| 410                | 7月2日             | 一路真輝                                 | （※スタート前）                |                    |
| 411                | 7月9日             | 草野仁                                   | （※スタート前）                |                    |
| 412                | 7月16日            | 釈由美子                                 | （※スタート前）                |                    |
| 413                | 7月23日            | 原幹恵                                   | （※スタート前）                |                    |
| 414                | 7月30日            | DJ KOO（TRF）                            | 丸山・錦戸（大阪市北区中崎町） |                    |
| 415                | 8月6日             | 大和悠河                                 | 丸山・錦戸（大阪市北区中崎町） |                    |
| 416                | 8月13日            | 安達祐実                                 | 丸山・錦戸（大阪市北区中崎町） |                    |
| 417                | 8月20日            | あばれる君、厚切りジェイソン             | 丸山・錦戸（大阪市北区中崎町） |                    |
| 418                | 9月3日             | 永山絢斗                                 | 横山・大倉（大阪市西区新町）   |                    |
| 419                | 9月10日            | SHELLY                                   | 横山・大倉（大阪市西区新町）   |                    |
| 420                | 9月17日            | マック鈴木、小原正子（クワバタオハラ）   | 横山・大倉（大阪市西区新町）   |                    |
| 421                | 9月24日            | 木下ほうか                               | 横山・大倉（大阪市西区新町）   |                    |
| 422                | 10月1日            | 前園真聖                                 | 村上・安田（大阪・京橋）       |                    |
| 423                | 10月8日            | GENKING                                  | 村上・安田（大阪・京橋）       |                    |
| 424                | 10月15日           | 舟山久美子                               | 村上・安田（大阪・京橋）       |                    |
| 425                | 10月22日           | （総集編の放送）                         | 村上・安田（大阪・京橋）       |                    |
| 426                | 11月5日            | 新妻聖子                                 | 渋谷・丸山（大阪・大正区）     |                    |
| 427                | 11月12日           | 佐藤栞里                                 | 渋谷・丸山（大阪・大正区）     |                    |
| 428                | 11月19日           | ダンディ坂野、髭男爵、スギちゃん         | 渋谷・丸山（大阪・大正区）     |                    |
| 429                | 11月26日           | スピードワゴン                           | 渋谷・丸山（大阪・大正区）     |                    |
| 430                | 12月3日            | 橋本マナミ                               | 村上・大倉（大阪・福島区）     |                    |
| 431                | 12月10日           | まこと（シャ乱Q）、富永美樹              | 村上・大倉（大阪・福島区）     |                    |
| 432                | 12月17日           | 三戸なつめ                               | 村上・大倉（大阪・福島区）     |                    |
| 433                | 12月24日           | ダチョウ倶楽部                           | 村上・大倉（大阪・福島区）     |                    |

### 2016年
| 2016年（平成28年） | 2016年（平成28年） | 2016年（平成28年）                                     | 2016年（平成28年）             | 2016年（平成28年） |
| 回                 | 放送日             | ゲスト                                                 | 2/∞                            | 備考               |
| ------------------ | ------------------ | ------------------------------------------------------ | ------------------------------ | ------------------ |
| 434                | 1月7日             | 勝俣州和                                               | 安田・錦戸（大阪・南森区）     |                    |
| 435                | 1月14日            | ニッチェ                                               | 安田・錦戸（大阪・南森区）     |                    |
| 436                | 1月21日            | 児嶋一哉（アンジャッシュ）、鈴木拓（ドランクドラゴン） | 安田・錦戸（大阪・南森区）     |                    |
| 437                | 1月28日            | 大沢ケイミ                                             | 安田・錦戸（大阪・南森区）     |                    |
| 438                | 2月4日             | 川田裕美                                               | 横山・渋谷（大阪・谷町6丁目）  |                    |
| 439                | 2月11日            | 蓮佛美沙子                                             | 横山・渋谷（大阪・谷町6丁目）  | [ 注 32 ]          |
| 440                | 2月18日            | 武田真治                                               | 横山・渋谷（大阪・谷町6丁目）  | [ 注 32 ]          |
| 441                | 2月25日            | 光宗薫                                                 | 横山・渋谷（大阪・谷町6丁目）  | [ 注 32 ]          |
| 442                | 3月3日             | 足立梨花                                               | 丸山・安田（大阪・靱公園界隈） |                    |
| 443                | 3月10日            | ぺこ、りゅうちぇる                                     | 丸山・安田（大阪・靱公園界隈） |                    |
| 444                | 3月17日            | 成海璃子                                               | 丸山・安田（大阪・靱公園界隈） |                    |
| 445                | 3月24日            | 佐野ひなこ                                             | 丸山・安田（大阪・靱公園界隈） |                    |
| 446                | 3月31日            | DaiGo                                                  | 横山・錦戸（大阪・中津界隈）   |                    |
| 447                | 4月7日             | ハリウッドザコシショウ、小峠英二（バイきんぐ）         | 横山・錦戸（大阪・中津界隈）   |                    |
| 448                | 4月14日            | 高橋由美子                                             | 横山・錦戸（大阪・中津界隈）   |                    |
| 449                | 4月21日            | 佐津川愛美                                             | 横山・錦戸（大阪・中津界隈）   |                    |
| 450                | 4月28日            | 上地雄輔                                               | 渋谷・大倉（大阪・北浜界隈）   |                    |
| 451                | 5月5日             | シャンプーハット                                       | 渋谷・大倉（大阪・北浜界隈）   |                    |
| 452                | 5月12日            | 園子温                                                 | 渋谷・大倉（大阪・北浜界隈）   |                    |
| 453                | 5月19日            | 松岡充                                                 | 渋谷・大倉（大阪・北浜界隈）   |                    |
| 454                | 5月26日            | 森脇健児、団長安田、篠宮暁（オジンオズボーン）         | 村上・丸山（大阪・玉造界隈）   |                    |
| 455                | 6月2日             | 保田圭、石川梨華                                       | 村上・丸山（大阪・玉造界隈）   |                    |
| 456                | 6月9日             | 海原やすよ・ともこ                                     | 村上・丸山（大阪・玉造界隈）   |                    |
| 457                | 6月16日            | 渡辺裕太                                               | 村上・丸山（大阪・玉造界隈）   |                    |
| 458                | 6月23日            | 門脇麦                                                 | 渋谷・錦戸（大阪・天保山界隈） |                    |
| 459                | 6月30日            | 中川家                                                 | 渋谷・錦戸（大阪・天保山界隈） |                    |
| 460                | 7月7日             | 松井玲奈                                               | 渋谷・錦戸（大阪・天保山界隈） |                    |
| 461                | 7月14日            | 真壁刀義                                               | 渋谷・錦戸（大阪・天保山界隈） |                    |
| 462                | 7月21日            | 銀シャリ                                               | 安田・大倉（大阪・阿倍野区）   |                    |
| 463                | 7月28日            | 羽田圭介                                               | 安田・大倉（大阪・阿倍野区）   |                    |
| 464                | 8月4日             | マキタスポーツ                                         | 安田・大倉（大阪・阿倍野区）   |                    |
| 465                | 8月11日            | 清水邦広                                               | 安田・大倉（大阪・阿倍野区）   |                    |
| 466                | 8月18日            | 加藤諒                                                 | 村上・渋谷（大阪・上本町界隈） |                    |
| 467                | 8月25日            | 貫地谷しほり                                           | 村上・渋谷（大阪・上本町界隈） |                    |
| 468                | 9月1日             | 尼神インター                                           | 村上・渋谷（大阪・上本町界隈） |                    |
| 469                | 9月8日             | メイプル超合金                                         | 村上・渋谷（大阪・上本町界隈） |                    |
| 470                | 9月15日            | 井上和香                                               | 錦戸・大倉（大阪・中之島界隈） |                    |
| 471                | 9月22日            | （総集編の放送）                                       | 無し                           |                    |
| 472                | 9月29日            | 永野                                                   | 錦戸・大倉（大阪・中之島界隈） |                    |
| 473                | 10月6日            | ダイアン                                               | 錦戸・大倉（大阪・中之島界隈） |                    |
| 474                | 10月13日           | 相楽樹                                                 | 錦戸・大倉（大阪・中之島界隈） |                    |
| 475                | 10月20日           | 山崎育三郎                                             | 横山・丸山（大阪・此花区）     |                    |
| 476                | 10月27日           | 三船美佳                                               | 横山・丸山（大阪・此花区）     |                    |
| 477                | 11月3日            | 学天即                                                 | 横山・丸山（大阪・此花区）     |                    |
| 478                | 11月10日           | 中島美嘉                                               | 横山・丸山（大阪・此花区）     |                    |
| 479                | 11月17日           | 三吉彩花                                               | 横山・安田（大阪・平野区）     |                    |
| 480                | 11月24日           | 濱田龍臣                                               | 横山・安田（大阪・平野区）     |                    |
| 481                | 12月1日            | NON STYLE                                              | 横山・安田（大阪・平野区）     |                    |
| 482                | 12月8日            | 鈴木奈々                                               | 横山・安田（大阪・平野区）     |                    |
| 483                | 12月15日           | 河北麻友子                                             | 村上・錦戸（大阪・森ノ宮）     |                    |
| 484                | 12月22日           | 松本薫                                                 | 村上・錦戸（大阪・森ノ宮）     | [ 注 33 ]          |

### 2017年
| 2017年（平成29年） | 2017年（平成29年） | 2017年（平成29年）                         | 2017年（平成29年）             | 2017年（平成29年） |
| 回                 | 放送日             | ゲスト                                     | 2/∞                            | 備考               |
| ------------------ | ------------------ | ------------------------------------------ | ------------------------------ | ------------------ |
| 485                | 1月12日            | 板尾創路                                   | 村上・錦戸（大阪・森ノ宮）     | [ 注 33 ]          |
| 486                | 1月19日            | 宇崎竜童                                   | 村上・錦戸（大阪・森ノ宮）     |                    |
| 487                | 1月26日            | 竹内力                                     | 横山・村上（大阪・野田）       |                    |
| 488                | 2月2日             | ミサイルマン                               | 横山・村上（大阪・野田）       |                    |
| 489                | 2月9日             | アキナ                                     | 横山・村上（大阪・野田）       |                    |
| 490                | 2月16日            | 石井一久                                   | 横山・村上（大阪・野田）       |                    |
| 491                | 2月23日            | かまいたち                                 | 丸山・大倉（大阪・弁天町）     |                    |
| 492                | 3月2日             | 前野朋哉                                   | 丸山・大倉（大阪・弁天町）     |                    |
| 493                | 3月9日             | 三浦理恵子                                 | 丸山・大倉（大阪・弁天町）     |                    |
| 494                | 3月16日            | 佐藤勝利（Sexy Zone）、橋本環奈            | 丸山・大倉（大阪・弁天町）     |                    |
| 495                | 3月23日            | ウーマンラッシュアワー                     | （総集編の放送）               |                    |
| 496                | 3月30日            | 佐戸井けん太、中山優馬、桜井日奈子         | 錦戸・大倉（大阪・九条）       | [ 注 34 ]          |
| 497                | 4月6日             | 椿鬼奴、アキラ100%                         | 錦戸・大倉（大阪・九条）       |                    |
| 498                | 4月13日            | スピードワゴン、はるな愛                   | 錦戸・大倉（大阪・九条）       |                    |
| 499                | 4月20日            | ジャルジャル、浅田舞                       | 錦戸・大倉（大阪・九条）       |                    |
| 500                | 4月27日            | ハイヒール                                 | 渋谷・安田（大阪・堀江界隈）   |                    |
| 501                | 5月4日             | クワバタオハラ、JY(知英)                   | 渋谷・安田（大阪・堀江界隈）   |                    |
| 502                | 5月11日            | シャンプーハット、峯岸みなみ               | 渋谷・安田（大阪・堀江界隈）   |                    |
| 503                | 5月18日            | 武田修宏、バービー（フォーリンラブ）       | 渋谷・安田（大阪・堀江界隈）   |                    |
| 504                | 5月25日            | 児嶋一哉、熊切あさ美                       | 丸山・錦戸（大阪・松屋町界隈） |                    |
| 505                | 6月1日             | TKO、平沼ファナ                            | 丸山・錦戸（大阪・松屋町界隈） |                    |
| 506                | 6月8日             | 銀シャリ、横澤夏子                         | 丸山・錦戸（大阪・松屋町界隈） |                    |
| 507                | 6月15日            | 木下ほうか、柴田英嗣（アンタッチャブル）   | 丸山・錦戸（大阪・松屋町界隈） |                    |
| 508                | 6月22日            | 岡田圭右、田中道子                         | 渋谷・村上（大阪・天王寺界隈） |                    |
| 509                | 6月29日            | 杉村大蔵、吉木りさ                         | 渋谷・村上（大阪・天王寺界隈） |                    |
| 510                | 7月6日             | 三四郎、関取花                             | 渋谷・村上（大阪・天王寺界隈） |                    |
| 511                | 7月13日            | 大石絵理、波岡一喜                         | 渋谷・村上（大阪・天王寺界隈） |                    |
| 512                | 7月20日            | 筧美和子、原田龍二                         | 渋谷・村上（大阪・天王寺界隈） |                    |
| 513                | 7月27日            | コロッケ、相田翔子                         | 横山・丸山（大阪・十三界隈）   |                    |
| 514                | 8月3日             | 長谷川穂積、橋本マナミ                     | 横山・丸山（大阪・十三界隈）   |                    |
| 515                | 8月10日            | 黒田有、久松郁実                           | 横山・丸山（大阪・十三界隈）   |                    |
| 516                | 8月17日            | FUJIWARA、中村静香                         | 横山・丸山（大阪・十三界隈）   |                    |
| 517                | 8月23日            | 勝俣州和、横山由依（AKB48）                | 安田・大倉（兵庫・尼崎界隈）   |                    |
| 518                | 9月7日             | 前園真聖、おのののか                       | 安田・大倉（兵庫・尼崎界隈）   |                    |
| 519                | 9月14日            | なるみ、藤井隆                             | 安田・大倉（兵庫・尼崎界隈）   |                    |
| 520                | 9月21日            | 加藤晴彦、眞鍋かをり                       | 安田・大倉（兵庫・尼崎界隈）   |                    |
| 521                | 9月28日            | ナイツ、川田裕美                           | 渋谷・丸山（京都）             |                    |
| 522                | 10月5日            | 上島竜兵、藤井サチ                         | 渋谷・丸山（京都）             |                    |
| 523                | 10月12日           | 棚橋弘至、堀田茜                           | 渋谷・丸山（京都）             |                    |
| 524                | 10月19日           | IKKO、朝比奈彩                             | 渋谷・丸山（京都）             |                    |
| 525                | 10月26日           | 井森美幸、たむらけんじ                     | 渋谷・丸山（京都）             |                    |
| 526                | 11月2日            | ダイアン、さとうほなみ（ゲスの極み乙女。） | 安田・錦戸（大阪・蒲生界隈）   |                    |
| 527                | 11月9日            | 戸田恵子、古坂大魔王                       | 安田・錦戸（大阪・蒲生界隈）   |                    |
| 528                | 11月16日           | 阿佐ヶ谷姉妹、泉里香                       | 安田・錦戸（大阪・蒲生界隈）   |                    |
| 529                | 11月23日           | 片岡鶴太郎、小芝風花                       | 安田・錦戸（大阪・蒲生界隈）   |                    |
| 530                | 11月30日           | 森脇健児、足立梨花                         | 村上・大倉（大阪・鶴橋界隈）   |                    |
| 531                | 12月7日            | ナジャ・グランディーバ、IMALU              | 村上・大倉（大阪・鶴橋界隈）   |                    |
| 532                | 12月14日           | すっちー、吉田裕                           | 村上・大倉（大阪・鶴橋界隈）   |                    |
| 533                | 12月21日           | ダイアモンド☆ユカイ、スザンヌ              | 村上・大倉（大阪・鶴橋界隈）   |                    |

### 2018年
| 2018年（平成30年） | 2018年（平成30年） | 2018年（平成30年）                                                              | 2018年（平成30年）                                                          | 2018年（平成30年） |
| 回                 | 放送日             | ゲスト                                                                          | 2/∞                                                                         | 備考               |
| ------------------ | ------------------ | ------------------------------------------------------------------------------- | --------------------------------------------------------------------------- | ------------------ |
| 534                | 1月11日            | 月亭八光、ぺえ                                                                  | 横山・錦戸（大阪・寝屋川界隈）                                              |                    |
| 535                | 1月18日            | 飯尾和樹（ずん）、SHIHO                                                         | 横山・錦戸（大阪・寝屋川界隈）                                              |                    |
| 536                | 1月25日            | 笹野高史、相川七瀬                                                              | 横山・錦戸（大阪・寝屋川界隈）                                              |                    |
| 537                | 2月1日             | 赤井英和、REINA                                                                 | 横山・錦戸（大阪・寝屋川界隈）                                              |                    |
| 538                | 2月8日             | 田中要次、岡副麻希                                                              | 横山・錦戸（大阪・寝屋川界隈）                                              |                    |
| 539                | 2月15日            | はなわ、滝沢カレン                                                              | 渋谷・大倉（兵庫・西宮界隈）                                                |                    |
| 540                | 2月22日            | 横山だいすけ、鈴木福                                                            | 渋谷・大倉（兵庫・西宮界隈）                                                |                    |
| 541                | 3月8日             | 磯野貴理子、谷村美月                                                            | 渋谷・大倉（兵庫・西宮界隈）                                                |                    |
| 542                | 3月15日            | 熊田曜子、和牛                                                                  | 渋谷・大倉（兵庫・西宮界隈）                                                |                    |
| 543                | 3月22日            | 篠原信一、村上佳菜子                                                            | 丸山・安田（大阪・ミナミ界）                                                |                    |
| 544                | 3月29日            | 彦摩呂、紺野ぶるま                                                              | 丸山・安田（大阪・ミナミ界）                                                |                    |
| 545                | 4月5日             | 北斗晶、安座間美優                                                              | 丸山・安田（大阪・ミナミ界）                                                |                    |
| 546                | 4月12日            | 山田邦子、石黒英雄                                                              | 丸山・安田（大阪・ミナミ界）                                                |                    |
| 547                | 4月19日            | 真矢、ギャル曽根                                                                | 錦戸・安田（大阪・八尾界隈）                                                |                    |
| 548                | 4月26日            | マキタスポーツ、水沢エレナ                                                      | 錦戸・安田（大阪・八尾界隈）                                                |                    |
| 549                | 5月3日             | DJ KOO、紅蘭                                                                    | 錦戸・安田（大阪・八尾界隈）                                                |                    |
| 550                | 5月10日            | 勝村政信、にゃんこスター                                                        | 錦戸・安田（大阪・八尾界隈）                                                |                    |
| 551                | 5月17日            | マイケル富岡、松島花                                                            | 村上・丸山（神戸・三宮）                                                    |                    |
| 552                | 5月24日            | 霜降り明星、池田美優                                                            | 村上・丸山（神戸・三宮）                                                    |                    |
| 553                | 5月31日            | YOU、あばれる君                                                                 | 村上・丸山（神戸・三宮）                                                    |                    |
| 554                | 6月7日             | カミナリ、りゅうちぇる                                                          | 村上・丸山（神戸・三宮）                                                    |                    |
| 555                | 6月14日            | 円広志、ラブリ                                                                  | 横山・渋谷（大阪・扇町）                                                    |                    |
| 556                | 6月21日            | 浅利陽介、安藤なつ（メイプル超合金）                                            | 横山・渋谷（大阪・扇町）                                                    |                    |
| 557                | 6月28日            | 新子景視、宮澤エマ                                                              | 横山・渋谷（大阪・扇町）                                                    |                    |
| 558                | 7月5日             | 【あおっぱなでも前向きに元気がでちゃうSP!】 無し                                | 無し                                                                        | [ 注 35 ]          |
| 559                | 7月12日            | （「2/∞」の総集編の放送）                                                       | （「2/∞」の総集編の放送）                                                   |                    |
| 560                | 7月19日            | 平野ノラ、中尾明慶                                                              | 村上・大倉（大阪・南船場界隈）                                              |                    |
| 561                | 7月26日            | 的場浩司、朝日奈央                                                              | 村上・大倉（大阪・南船場界隈）                                              |                    |
| 562                | 8月2日             | 吉田沙保里、学天即                                                              | 村上・大倉（大阪・南船場界隈）                                              |                    |
| 563                | 8月9日             | 六角精児、中村仁美                                                              | 村上・大倉（大阪・南船場界隈）                                              |                    |
| 564                | 8月16日            | 山口敏太郎、たんぽぽ                                                            | 丸山・大倉（大阪・堺）                                                      |                    |
| 565                | 8月23日            | 雛形あきこ、佐々木健介                                                          | 丸山・大倉（大阪・堺）                                                      |                    |
| SP                 | 8月25日(土)        | 【先輩に学ぶ頑固道SP】 笑福亭鶴瓶、モモコ（ハイヒール）、FUJIWARA、たむらけんじ | 横山・丸山・錦戸（大阪・天神橋筋商店街） 村上・大倉（大阪・天神橋筋商店街） | [ 注 36 ]          |
| 566                | 8月30日            | 山崎樹範、鈴木紗理奈                                                            | 丸山・大倉（大阪・堺）                                                      |                    |
| 567                | 9月6日             | よゐこ、丸山桂里奈                                                              | 丸山・大倉（大阪・堺）                                                      |                    |
| 568                | 9月13日            | 鈴木おさむ、土屋太鳳                                                            | 丸山・大倉（大阪・池田、豊中界隈）                                          |                    |
| 569                | 9月20日            | 光浦靖子、原口あきまさ                                                          | 丸山・大倉（大阪・池田、豊中界隈）                                          |                    |
| 570                | 9月27日            | 石塚英彦、ダレノガレ明美                                                        | 丸山・大倉（大阪・池田、豊中界隈）                                          |                    |
| 571                | 10月4日            | 土屋アンナ、みかん                                                              | 丸山・大倉（大阪・池田、豊中界隈）                                          |                    |
| 572                | 10月11日           | あいはら雅一、はるな愛                                                          | 横山・丸山（兵庫・芦屋）                                                    |                    |
| 573                | 10月18日           | 錦野旦、Dream Ami                                                               | 横山・丸山（兵庫・芦屋）                                                    |                    |
| 574                | 10月25日           | 松本幸四郎、佐藤仁美                                                            | 横山・丸山（兵庫・芦屋）                                                    |                    |
| 575                | 11月1日            | 六平直政、岡井千聖                                                              | 横山・丸山（兵庫・芦屋）                                                    |                    |
| 576                | 11月8日            | 岡田圭右、柳原可奈子                                                            | 横山・大倉（大阪・梅田、なんば）                                            |                    |
| 577                | 11月15日           | ウド鈴木（キャイ〜ン）、飯豊まりえ                                              | 横山・大倉（大阪・梅田、なんば）                                            |                    |
| 578                | 11月22日           | 天童よしみ、八嶋智人                                                            | 横山・大倉（大阪・梅田、なんば）                                            |                    |
| 579                | 11月29日           | 島崎和歌子、要潤                                                                | 横山・大倉（大阪・梅田、なんば）                                            |                    |
| 580                | 12月6日            | つるの剛士、安藤美姫                                                            | 丸山・錦戸（大阪・USJ）                                                     |                    |
| 581                | 12月13日           | カンニング竹山、辺見えみり                                                      | 丸山・錦戸（大阪・USJ）                                                     |                    |
| 582                | 12月20日           | モーリー・ロバートソン、千秋                                                    | 丸山・錦戸（大阪・USJ）                                                     |                    |

### 2019年
| 2019年（平成31年→令和元年） | 2019年（平成31年→令和元年） | 2019年（平成31年→令和元年）                                | 2019年（平成31年→令和元年） |
| 回                          | 放送日                      | ゲスト                                                     | 備考                        |
| --------------------------- | --------------------------- | ---------------------------------------------------------- | --------------------------- |
| 583                         | 1月10日                     | 塚地武雅（ドランクドラゴン）、坂下千里子                   |                             |
| 584                         | 1月17日                     | 松本伊代、サンシャイン池崎                                 |                             |
| 585                         | 1月24日                     | 兵動大樹、藤本美貴                                         |                             |
| 586                         | 1月31日                     | 品川庄司、井上咲楽                                         |                             |
| 587                         | 2月7日                      | 榊原郁恵、厚切りジェイソン                                 |                             |
| 588                         | 2月14日                     | 中山秀征、磯山さやか                                       |                             |
| 589                         | 2月21日                     | 風間トオル、滝沢沙織                                       |                             |
| 590                         | 2月28日                     | 石田純一、須田亜香里（SKE48）                              |                             |
| 591                         | 3月7日                      | 加藤一二三、重盛さと美                                     |                             |
| 592                         | 3月14日                     | クロちゃん（安田大サーカス）、高橋メアリージュン           |                             |
| 593                         | 3月21日                     | 中川家、虻川美穂子（北陽）                                 |                             |
| 594                         | 3月28日                     | 神奈月、福田彩乃                                           |                             |
| 595                         | 4月4日                      | ルー大柴、河北麻友子                                       |                             |
| 596                         | 4月11日                     | ダチョウ倶楽部                                             |                             |
| 597                         | 4月18日                     | 木村祐一、青山テルマ                                       |                             |
| 598                         | 4月25日                     | 千原せいじ、南明奈                                         |                             |
| 599                         | 5月2日                      | 武田真治、福田萌                                           |                             |
| 600                         | 5月9日                      | 立川志らく、本田望結                                       |                             |
| 601                         | 5月16日                     | ミラクルひかる、ゆきぽよ                                   |                             |
| 602                         | 5月23日                     | 小沢仁志、大久保佳代子（オアシズ）                         |                             |
| 603                         | 5月30日                     | じゅんいちダビッドソン、ハリウッドザコシショウ、松本りんす |                             |
| 604                         | 6月6日                      | 佐藤栞里、トム・ブラウン                                   |                             |
| 605                         | 6月13日                     | 流れ星、伊原六花                                           |                             |
| 606                         | 6月20日                     | 中川翔子、渡辺裕太                                         |                             |
| 607                         | 6月27日                     | ナイツ、松井玲奈                                           |                             |
| 608                         | 7月4日                      | 祇園、吉田明世                                             |                             |
| 609                         | 7月11日                     | ロッチ、王林                                               |                             |
| 610                         | 7月18日                     | かまいたち、山本舞香                                       |                             |
| 611                         | 7月25日                     | ゴルゴ松本（TIM）、相席スタート                            |                             |
| 612                         | 8月1日                      | アンミカ、貴闘力忠茂                                       |                             |
| 613                         | 8月8日                      | アインシュタイン、ざわちん                                 |                             |
| 614                         | 8月15日                     | アレクサンダー、川崎希                                     |                             |
| 615                         | 8月22日                     | 藤崎マーケット、三戸なつめ                                 | [ 注 37 ]                   |
| 616                         | 8月29日                     | （総集編の放送）                                           | [ 注 38 ]                   |
| 617                         | 9月5日                      | 片岡愛之助、木嶋真優                                       |                             |
| 618                         | 9月12日                     | 勝俣州和、LINA（MAX）                                      |                             |
| 619                         | 9月19日                     | 木下隆行（TKO）、橋本マナミ                                |                             |
| 620                         | 9月26日                     | 浜辺美波、武田修宏                                         |                             |
| 621                         | 10月3日                     | 柴田英嗣、三船美佳                                         |                             |
| 622                         | 10月10日                    | 森脇健児、西脇彩華                                         |                             |
| 623                         | 10月17日                    | テリー伊藤、りんごちゃん                                   |                             |
| 624                         | 10月24日                    | 岡崎紗絵、見取り図                                         |                             |
| 625                         | 10月31日                    | 丘みどり、徳永ゆうき                                       |                             |
| 626                         | 11月7日                     | みやぞん（ANZEN漫才）、おかずクラブ                        |                             |
| 627                         | 11月14日                    | 足立梨花、那須川天心                                       |                             |
| 628                         | 11月21日                    | 平祐奈、生島ヒロシ                                         |                             |
| 629                         | 11月28日                    | 清塚信也、野呂佳代                                         |                             |
| 630                         | 12月5日                     | 渡辺徹、小倉優子                                           |                             |
| 631                         | 12月12日                    | どぶろっく、宇垣美里                                       |                             |
| 632                         | 12月19日                    | 古田新太、佐藤仁美                                         |                             |
| 633                         | 12月26日                    | Mr.シャチホコ、ファンキー加藤                              |                             |

### 2020年
| 2020年（令和2年） | 2020年（令和2年） | 2020年（令和2年）                                                       | 2020年（令和2年） |
| 回                | 放送日            | ゲスト                                                                  | 備考              |
| ----------------- | ----------------- | ----------------------------------------------------------------------- | ----------------- |
| 634               | 1月9日            | 釈由美子、長谷川穂積                                                    |                   |
| 635               | 1月16日           | カジサック（キングコング）、最上もが                                    |                   |
| 636               | 1月23日           | 袴田吉彦、保田圭                                                        |                   |
| 637               | 1月30日           | 柴田理恵、岩井ジョニ男（イワイガワ）                                    |                   |
| 638               | 2月6日            | LiLiCo、宮下草薙                                                        |                   |
| 639               | 2月13日           | 小沢一敬（スピードワゴン）、菊地亜美                                    |                   |
| 640               | 2月20日           | 浅尾美和、ぺこぱ                                                        |                   |
| 641               | 2月27日           | 仁支川峰子、ファーストサマーウイカ                                      |                   |
| 642               | 3月5日            | 金村義明、西野未姫                                                      |                   |
| 643               | 3月12日           | 相島一之、宇賀なつみ                                                    |                   |
| 644               | 3月19日           | 春日俊彰（オードリー）、トラウデン直美                                  |                   |
| 645               | 3月26日           | 加藤諒、土屋炎伽                                                        |                   |
| 646               | 4月2日            | 生駒里奈、納言                                                          |                   |
| 647               | 4月9日            | 小柳ルミ子、中澤佑二                                                    |                   |
| 648               | 4月16日           | 西川貴教、吉木りさ                                                      |                   |
| 649               | 4月23日           | 四千頭身                                                                |                   |
| 650               | 4月30日           | 矢田亜希子、ハリー杉山                                                  |                   |
| 651               | 5月7日            | 梅宮アンナ、ユージ                                                      |                   |
| 652               | 5月14日           | （総集編の放送）                                                        |                   |
| 再                | 5月21日           | （第634回の再放送）                                                     | [ 注 39 ]         |
| 再                | 5月28日           | （第636回の再放送）                                                     | [ 注 39 ]         |
| 再                | 6月4日            | （第617回の再放送）                                                     | [ 注 39 ]         |
| 再                | 6月11日           | （第618回の再放送）                                                     | [ 注 39 ]         |
| 653               | 6月18日           | 劇団ひとり、IKKO                                                        |                   |
| 654               | 6月25日           | 和泉元彌、野々村友紀子                                                  |                   |
| 655               | 7月2日            | 関根勤、岡田結実                                                        |                   |
| 656               | 7月9日            | 尼神インター、からし蓮根                                                |                   |
| 657               | 7月16日           | アンガールズ、市川紗椰                                                  |                   |
| 658               | 7月23日           | 野田クリスタル（マヂカルラブリー）、おいでやす小田、守谷日和、ワタリ119 |                   |
| 659               | 7月30日           | 若槻千夏、酒井一圭（純烈）                                              |                   |
| 660               | 8月6日            | さらば青春の光、高田秋                                                  |                   |
| 661               | 8月13日           | 小峠英二、渋谷凪咲（NMB48）                                             |                   |
| 662               | 8月20日           | 近藤千尋、ティモンディ                                                  |                   |
| 663               | 8月27日           | ビビる大木、村重杏奈（HKT48）                                           |                   |
| 664               | 9月3日            | トリンドル玲奈、板橋駿谷                                                |                   |
| 665               | 9月10日           | フワちゃん、エイトブリッジ                                              |                   |
| 666               | 9月17日           | 中村昌也、多岐川華子                                                    |                   |
| 667               | 9月24日           | 長州力、松嶋尚美                                                        |                   |
| 668               | 10月1日           | ヒロミ、池田美優                                                        |                   |
| 669               | 10月8日           | オジンオズボーン、生見愛瑠                                              |                   |
| 670               | 10月15日          | 北乃きい、河合郁人（A.B.C-Z）、塚田僚一（A.B.C-Z）                      |                   |
| 671               | 10月22日          | 遊井亮子、アルコ&ピース                                                 |                   |
| 672               | 10月29日          | 小手伸也、松田ゆう姫                                                    |                   |
| 673               | 11月5日           | 神田愛花、すゑひろがりず                                                |                   |
| 674               | 11月12日          | 本並健治、丸山桂里奈                                                    |                   |
| 675               | 11月19日          | 高橋メアリージュン、インディアンス                                      |                   |
| 676               | 11月26日          | ミルクボーイ、ますみ（天才ピアニスト）                                  |                   |
| 677               | 12月3日           | 島田秀平、ニューヨーク                                                  |                   |
| 678               | 12月10日          | 3時のヒロイン                                                           |                   |
| 679               | 12月17日          | ドランクドラゴン、藤田ニコル                                            |                   |
| 680               | 12月24日          | マヂカルラブリー、高橋真麻                                              |                   |

### 2021年
| 2021年（令和3年） | 2021年（令和3年） | 2021年（令和3年） | 2021年（令和3年）   |
| 回                | 放送日            | ゲスト | 備考                |
| ----------------- | ----------------- | --- | ------------------- |
| 681               | 1月7日            | GAG、丸山礼 |                     |
| 682               | 1月14日           | ハナコ |                     |
| 683               | 1月21日           | 平子理沙、ダイアン |                     |
| 684               | 1月28日           | 瀧川鯉斗、ダレノガレ明美                                                                                               |                     |
| 685               | 2月4日            | テツandトモ、ジョイマン                                                                                                |                     |
| 686               | 2月11日           | s**t kingz、さや香 |                     |
| 687               | 2月18日           | 児嶋一哉、くっきー!（野性爆弾）                                                                                        |                     |
| 688               | 2月25日           | ぼる塾、貴島明日香 |                     |
| 689               | 3月4日            | 椿鬼奴、夏菜 |                     |
| 690               | 3月11日           | 久間田琳加、コロコロチキチキペッパーズ                                                                                 |                     |
| 691               | 3月18日           | 井戸田潤（スピードワゴン）、加治ひとみ                                                                                 |                     |
| 692               | 3月25日           | 伊原剛志、尾上右近 |                     |
| 693               | 4月1日            | 岡田圭右、ハリウッドザコシショウ、錦鯉、ヒコロヒー、ヤブキサドヤ                                                       |                     |
| 694               | 4月8日            | 伊沢拓司、今井アンジェリカ                                                                                             |                     |
| 695               | 4月15日           | 高橋愛、高橋みなみ |                     |
| 696               | 4月22日           | 冨永愛、當間ローズ |                     |
| 697               | 4月29日           | 森泉、Matt |                     |
| 698               | 5月6日            | 朝日奈央、レインボー                                                                                                   |                     |
| 699               | 5月13日           | ゆりやんレトリィバァ、吉住                                                                                             |                     |
| 700               | 5月20日           | 濱口優（よゐこ）、紺野ぶるま、藤本敏史（FUJIWARA）                                                                     |                     |
| 701               | 5月27日           | （総集編の放送） |                     |
| 702               | 6月3日            | 長野博（V6、20th Century）、村瀬哲史                                                                                   |                     |
| 703               | 6月10日           | 千原せいじ、きつね |                     |
| 704               | 6月17日           | 馬場園梓、井上裕介（NON STYLE）                                                                                        |                     |
| 705               | 6月24日           | 笑福亭鶴瓶 ＜VTRゲスト＞ 泉ピン子、IMALU、大竹しのぶ、岡田圭右、小沢一敬、月亭八光、西岡徳馬、ヒロミ、宮根誠司、モモコ | [ 注 9 ]            |
| 706(終)           | 7月1日            | 笑福亭鶴瓶 ＜VTRゲスト＞ 泉ピン子、IMALU、大竹しのぶ、岡田圭右、小沢一敬、月亭八光、西岡徳馬、ヒロミ、宮根誠司、モモコ | [ 注 10 ] [ 注 40 ] |

## 過去のコーナー
- 『ジュニ刑事』 ※当初は『ジュニ勉』
  - B.A.D.とBOYS（共に関西ジャニーズJr.）の担当するミニコーナー。毎回一つ、関西で話題になっている食べ物を取材する。B.A.D.の中間淳太・桐山照史の2人か、BOYSの濵田崇裕と中田大智の2人が毎回ランダムに出演していた。
- 『ジュニスポ』（関西ジャニーズJr.から数人が出演し、様々なスポーツに挑戦する企画で、一つの企画が数週に渡って放送される。）

## スタッフ（2021年4月以降）
- 構成：佐久間貴司、桝野幸宏、やまだともカズ
- TD/SW（テクニカルディレクター/スイッチャー）：横山和明（カンテレ、以前はTDのみ）
- TM（テクニカルマネージャー）：大嶋徹（共テレ）
- CAM（カメラマン）：堀田香菜美（共テレ）
- VE（ビデオエンジニア）：小野寺毅（共テレ）
- MIX（ミキサー音声）：和田啓之（共テレ）
- LD（ライティングディレクター）：堀田耕二（fmt）
- 美術プロデューサー：吉良久仁子（フジアール）
- アートコーディネーター：平山雄大（フジアール）
- 大道具製作：岩崎隆史
- 大道具操作：日野信之
- アクリル装飾：石橋誉礼
- スタイリスト：金光英行
- 編集：岡元裕次、山本真優子
- MA（マルチオーディオ編集）・音効：新谷明比古
- 宣伝：姫野健太（カンテレ）
- 協力：イングス、戯音工房、ウエストワン、フジアール
- 制作協力：ジャニーズ事務所 / メディアプルポ
- 技術協力：共同テレビジョン、fmt
- 協力プロデューサー：松本浩（ビーダッシュ、以前はメディアプルポで、プロデューサーを務めた）
- ディレクター：芳仲真雪子（カンテレ）、宮内宏輔・稲子太輔（共にキューマン、共に以前は取材ディレクター）、中畔弘敬（江戸堀本舗、以前はディレクター→取材ディレクター→一時離脱）、山本康太、田中悠司、杉岡亮・三谷俊仁（メディアプルポ）
- チーフディレクター：吉岡治郎（カンテレ、以前はディレクター）
- プロデューサー：村山尚純（カンテレ、以前はチーフディレクター）、武市暢（メディアプルポ、武市は以前ディレクターを務めた）
- チーフプロデューサー：梅田一路（カンテレ、以前はプロデューサー）
- 制作著作：関西テレビ

### 過去のスタッフ
- 構成：川村明宏、さいとうわに
- TD（テクニカルディレクター）：中居龍紀・中村貴志・西村武純（共にカンテレ）
- CAM（カメラマン）：西村武純・島廻忠・山本倫久・石田武司・藤松智哉・古川歩・鈴木智雄（共にカンテレ）、濱名嘉之
- VE（ビデオエンジニア）：帆足聡一郎・松井勝正・松岡泰助・結城芳彦・松浦洋輔（共にカンテレ）、飯田輝之（ウエストワン）
- MIX（ミキサー音声）：小野浩一・水川賢一・野村理恵・佐藤孝彦・宮島雅俊・筒井亨（共にカンテレ）、品岡研太（ウエストワン）、澤田顕一（共テレ）
- LD（ライティングディレクター）：金子宗央・松井勝正（共にカンテレ）、原口祥明、平塚章人
- SE（サウンドエフェクター）：四方翔悟、前川友延、西原長治
- 美術プロデューサー：古江薫・岡崎忠司・谷光代（共にカンテレ）
- 美術制作：山本映子（カンテレ、以前は美術プロデューサー）、大石竜也（カンテレ、以前はLD）
- デザイン：山本直人
- 美術進行：日下部稔、中越章浩、永田道徳（バンブルビー）
- 大道具制作：内海徹哉、大神良一
- 装置：平井淳史
- 装飾：秋丸弘美、筒井由佳、萬浪隆史、澤谷友美、中森正啓、澤田美奈子
- 電飾操作：増本正壽(寿)（以前は電飾）
- スタイリスト：Toco
- 衣裳：東京衣裳
- メイク：ビーム
- 編集：川口善史、小野悟嗣、坂下雄亮
- MA（マルチオーディオ編集）・音効：坂井信行
- CG：笹川智弥・佐藤亮二（Mookie）、北昌規
- タイトル：河合立史、広田真吾、小山萌、溜池尚毅、兵頭和也
- オープニングタイトル：熊本直樹、須藤カンジ、大木秀晃
- 協力：大阪共立
- 編成：乾正志（カンテレ）
- 宣伝：金子佳奈子・梅垣陽介・長谷川由紀・宮内覚・北村友香理（共にカンテレ）
- 取材ディレクター：森脇芳史（東通企画）、鈴木悟（江戸堀本舗）、小玉和也、佐伯亮、中辻秀一（メディアプルポ）、孫貴志（一歩本舗）
- ディレクター：文倉大志・木村淳・川元敦雄・和泉亮・友岡伸介・石田陽希・酒井椋平・橋本賢史（共にカンテレ）、西原久進・竹本聡志・加藤俊介・小浴崇慎・茂野悠介・高野有里（共にメディアプルポ）、三橋秀登（インパクト）、谷村洋平（ロボッツ）
- チーフプロデューサー：谷口俊哉（カンテレ）、杉浦史明（カンテレ、以前はプロデューサーを務めた）
- 制作協力：東通企画

## ネット局
| 放送対象地域   | 放送局           | 系列                          | 放送日時                     | 遅れ       | 備考      |
| -------------- | ---------------- | ----------------------------- | ---------------------------- | ---------- | --------- |
| 近畿広域圏     | 関西テレビ       | フジテレビ系列                | 木曜 0:25 - 1:20（水曜深夜） | 制作局     | 制作局    |
| 北海道         | 北海道文化放送   | フジテレビ系列                | 土曜 1:55 - 1:50（金曜深夜） | 遅れネット | [ 注 41 ] |
| 宮城県         | 仙台放送         | フジテレビ系列                | 水曜 0:55 - 1:50（火曜深夜） | 遅れネット | [ 注 42 ] |
| 秋田県         | 秋田テレビ       | フジテレビ系列                | 金曜 0:25 - 1:20（木曜深夜） | 遅れネット | [ 注 43 ] |
| 山形県         | さくらんぼテレビ | フジテレビ系列                | 土曜 1:05 - 2:00（金曜深夜） | 遅れネット | [ 注 44 ] |
| 福島県         | 福島テレビ       | フジテレビ系列                | 土曜 0:55 - 1:50（金曜深夜） | 遅れネット |           |
| 栃木県         | とちぎテレビ     | 独立局                        | 水曜 22:00 - 22:55           | 遅れネット |           |
| 埼玉県         | テレビ埼玉       | 独立局                        | 月曜 19:00 - 19:55           | 遅れネット |           |
| 長野県         | 長野放送         | フジテレビ系列                | 土曜 1:35 - 2:30（金曜深夜） | 遅れネット | [ 注 45 ] |
| 石川県         | 石川テレビ       | フジテレビ系列                | 土曜 1:48 - 2:40（金曜深夜） | 遅れネット | [ 注 46 ] |
| 中京広域圏     | 東海テレビ       | フジテレビ系列                | 火曜 1:35 - 2:35（月曜深夜） | 遅れネット | [ 注 47 ] |
| 岡山県・香川県 | 岡山放送         | フジテレビ系列                | 土曜 1:20 - 2:20（金曜深夜） | 遅れネット | [ 注 48 ] |
| 福岡県         | テレビ西日本     | フジテレビ系列                | 水曜 0:55 - 1:55（火曜深夜） | 遅れネット |           |
| 長崎県         | テレビ長崎       | フジテレビ系列                | 木曜 0:30 - 1:30（水曜深夜） | 遅れネット |           |
| 熊本県         | テレビ熊本       | フジテレビ系列                | 土曜 1:55 - 2:50（金曜深夜） | 遅れネット | [ 注 49 ] |
| 大分県         | テレビ大分       | フジテレビ系列 日本テレビ系列 | 不定期放送                   | 遅れネット | [ 注 50 ] |
| 鹿児島県       | 鹿児島テレビ     | フジテレビ系列                | 土曜 1:10 - 2:10（金曜深夜） | 遅れネット |           |

### 過去のネット局
| 放送対象地域   | 放送局             | 系列           | 放送日時                     | 遅れ       | 放送時期                                    |
| -------------- | ------------------ | -------------- | ---------------------------- | ---------- | ------------------------------------------- |
| 日本全国       | BSフジ             | BS放送         | 火曜 22:00 - 22:30           | 遅れネット | 2011年3月29日放送終了                       |
| 東京都         | TOKYO MX           | 独立局         | 水曜 2:40 - 3:32（火曜深夜） | 遅れネット | 2014年4月5日放送開始 2019年12月24日放送終了 |
| 千葉県         | チバテレビ         | 独立局         | 日曜 18:30 - 19:00           | 遅れネット | 2008年9月放送終了                           |
| 岐阜県         | 岐阜放送           | 独立局         | 月曜 19:00 - 19:30           | 遅れネット | 2011年3月28日放送終了                       |
| 三重県         | 三重テレビ         | 独立局         | 火曜 1:50 - 2:20（月曜深夜） | 遅れネット | 2011年3月放送終了                           |
| 静岡県         | テレビ静岡         | フジテレビ系列 | 木曜 1:15 - 1:45（水曜深夜） | 遅れネット | 2011年3月31日放送終了                       |
| 富山県         | 富山テレビ         | フジテレビ系列 | 水曜 0:45 - 1:45（火曜深夜） | 遅れネット | 2013年4月3日放送開始 2014年3月26日放送終了  |
| 新潟県         | 新潟総合テレビ     | フジテレビ系列 | 木曜 0:35 - 1:30（水曜深夜） | 遅れネット | 2013年10月3日放送開始 2016年10月6日放送終了 |
| 島根県・鳥取県 | 山陰中央テレビ     | フジテレビ系列 | 木曜 0:25 - 1:20（水曜深夜） | 遅れネット | 2008年3月30日放送開始 2017年3月30日放送終了 |
| 愛媛県         | テレビ愛媛         | フジテレビ系列 | 木曜 0:30 - 1:30（水曜深夜） | 遅れネット | 2012年10月放送開始 2018年6月28日放送終了    |
| 福井県         | 福井テレビ         | フジテレビ系列 | 日曜 1:20 - 2:15（土曜深夜） | 遅れネット | 2018年9月23日放送終了                       |
| 高知県         | 高知さんさんテレビ | フジテレビ系列 | 土曜 0:55 - 1:50（金曜深夜） | 遅れネット | 2008年10月2日放送開始 2018年9月29日放送終了 |

フジテレビ系列の基幹局では、フジテレビ（関東広域圏・キー局）とテレビ新広島（広島県）での放送実績がなかった。